# Kebba T. Jammeh
Kebba Tamba Jammeh (* 1935 in Illiassa; † 17. Februar 2000 in Illiassa) war Seyfo und Politiker im westafrikanischen Staat Gambia.

## Leben

### Herkunft und Bildung
Jammeh war der Sohn von dem Seyfo Mama Tamba Jammeh (1890–1987) und Binta Jadama. Er war der einzige Sohn seiner Mutter in ihrer Ehe mit Mama Tamba und war der zweitjüngste von allen Söhnen von Mama Tamba.
Er wurde im frühen Alter eingeschult, er besuchte die Illiassa Primary School und wechselte dann von 1947 bis 1952 auf die Armitage High School, bevor er von 1952 bis 1955 die auf Boys High School ging. Nach seinem Abschluss an der Boy’s High School bekam er seinen ersten Job als Ausgeber  im Hauptkrankenhaus in Bathurst (heute Banjul). Nach kurzer Zeit verließ er das Büro und schrieb sich an einer von der Regierung geführten Schreibschule ein, an der allgemeine Verwaltungsgrundsätze zur Vorbereitung auf Büroarbeiten in Regierungsabteilungen vermittelt wurden. Nach Abschluss dieser Schule ernannte die Kolonialregierung ihn zum Angestellten und entsandte ihn später zu Marine, wo er als Kassenführer  für alle Passagiertarife auf Lady Wright und Fulladou von Banjul in die Provinzen zuständig war.
Er und einige gebildete Jugendliche in der Provinz gründeten Mitte der 1950er Jahre die Protectorate People’s Society in Bathurst, die später zum Kern der People’s Progressive Party (PPP) wurde. Auf vielfachen Wunsch trat er als Kassenführer zurück, um nach Upper Baddibu zurückzukehren, und wurde 1963 zum Nachfolger von Mama Tamba zum Seyfo (die Bezeichnung Chief ist auch geläufig) gewählt.

### Seyfo von Upper Baddibu
Während seiner Regierungszeit als Seyfo brachte er Farafenni und allen Menschen im Distrikt Upper Baddibu eine beispiellose Entwicklung. In erster Linie ging es darum, Farafenni nicht nur für die North Bank Division, sondern für den gesamten nördlichen Teil des Landes sowie als ländliche Stadt mit gut ausgebauten Straßen systematisch in das Hauptgeschäftszentrum zu verwandeln und zu erweitern.
Darüber hinaus setzte er sich erfolgreich für die Feierlichkeiten der Nationalen Jugendwoche im Mai 1980 in Farafenni ein, an denen Regierungsfunktionäre, Würdenträger und Jugendliche aus dem ganzen Land teilnahmen. Vor der Veranstaltung bestand er darauf, dass in Farafenni Leitungswasser und Strom zur Verfügung gestellt werden, die ebenfalls installiert wurden.
Zu den herausragenden Leistungen und Entwicklungsprojekten von Seyfo Kebba, die er nach Farafeni und in die Umgebung brachte, gehörten:
1. Die Einrichtung des Chamen Youth and Agriculture Training Centre 1978/79, in dem derzeit die Gambia Songhai Initiative untergebracht ist.
2. Das Farafenni Community/Youth Centre wurde 1963 unter seiner Aufsicht errichtet und dann vom Farafenni Youth Club verwaltet.
3. Zuteilung von Land an den Medical Research Council (MRC) für einen Feldstandort in Farafenni, der 1983 gegründet wurde. An diesem Standort entwickelte mit Insektiziden behandelte Bettnetze retten heute weltweit Millionen von Menschen das Leben gegen Malaria. Im Jahr 2010 übergab die MRC den Standort an die Universität von Gambia und beherbergt nun dort den North Bank Campus der Universität.
4. Zuweisung von Land an das Anglican Vocational Training Centre (AVTC) für eine Schule in Farafenni, um Jugendliche mit Fertigkeiten im Bereich des Lebensunterhalts auszubilden. Sir Dawda K. Jawara, der frühere Präsident von Gambia, begrüßte die Grundsteinlegung des Zentrums am Sonntag, den 27. März 1977, an der auch Sir Alieu Sulayman Jack, der frühere Minister für Arbeit und Kommunikation, Seyfo Kebba Tamba Jammeh, der stellvertretende Imam von Farafenni unter anderem teilnahm. Die erste Gruppe von Studenten schrieb sich im September 1979 ein.
5. SEGAMCO LTD., Ein von ihm um 1983 in Farafenni gegründetes gambisch-senegalesisches Joint Venture, das vor Ort einfache landwirtschaftliche Geräte wie Pferdewagen, Haken, Saatmaschinen usw. herstellt.
6. Der Initiator des wöchentlichen Lumo in Farafenni.
7. Die Baptistenmission gründete während seiner Amtszeit auch eine Basis in Farafenni.
8. Unter seinem Einfluss wurde auch das Veterinärlager in Farafenni eingerichtet.
9. In jedem Dorf des Distrikts Upper Badibou konnte Seyfo Kebba Tamba Jammeh ihnen entweder einen Frauengarten bringen, ein Loch für sie graben oder sich während seiner 19-jährigen Herrschaft so weit entwickeln, dass man nicht scheiterte jemandem in irgendeinem Dorf zu begegnen, der kein Projekt erwähnen würde, das er ins Dorf bringen konnte.

### Politisches Wirken
| Parlamentswahl | Stimmen | Stimmanteil |
| -------------- | ------- | ----------- |
| 1992           | 4143    | 53,84 %     |

Jammeh war von 1972 bis 1977 als Chiefs Representative im Repräsentantenhaus nominiert und diente bis 1977 als stellvertretender Parlamentssprecher von Samuel Horton Jones. Während dieser Zeit vertrat er Gambia bis 1977 in der Commonwealth Parliamentary Group.
Als Seyfo regierte Jammeh mit größter Liebe für sein Volk in einem Klima der Ruhe und Entwicklung. In den 1980er Jahren war er ein treuer Vertreter der National Convention Party. Er wurde jedoch 1982 als Seyfo abgesetzt, als er mit der damals regierenden PPP-Regierung brach, nachdem ihm vorgeworfen wurde, ein Sympathisant der Täter des 1981 gescheiterten Putschversuchs gegen die PPP-Regierung zu sein. Er wurde auch beschuldigt, Sympathisanten der NCP-Opposition zu beherbergen.
Er schloss sich 1990 der People’s Progressive Party (PPP) (wieder) an. Und bei den Parlamentswahlen 1992 trat Jammeh nun als Kandidat der PPP im Wahlkreis Illiasa zur Wahl an. Er gewann den Wahlkreis vor Fodayba Jammeh (NCP), Sulayman Kanyi (PDP) und Alhaji Dampha (GPP). Er wurde Vertreter des Wahlkreises im Parlament.
Unter Omar A. Jallow als Landwirtschaftsminister fungierte Kebba T. Jammeh ab 1992 als Parlamentarischer Sekretär (stellvertretender Minister) (englisch parliamentary secretary), er wurde von Jawara am 11. Mai 1992 in diesem Amt berufen. Er blieb bis zum Militärputsch von 1994, der von Yahya Jammeh angeführt wurde und die Regierung von Jawara stürzte, in diesem Ressort und Mitglied des Parlaments.
Nach dem Putsch von 1994 war Jammeh nicht mehr politisch aktiv und trat bei den folgenden Parlamentswahlen 1997 Jammeh nicht an. 2000 verstarb er.